# Herbert Feurer
Herbert Feurer (Aspang, 14 januari 1954) is een voormalig profvoetballer uit Oostenrijk, die speelde als doelman gedurende zijn carrière. Hij speelde 289 competitiewedstrijden en 32 Europa Cup-duels voor Rapid Wien.

## Interlandcarrière
Feurer speelde zeven keer voor de nationale ploeg van Oostenrijk. Hij maakte zijn debuut op 8 oktober 1980 in een vriendschappelijke thuiswedstrijd tegen Hongarije (3-1). Met Oostenrijk nam hij deel aan de WK-eindronde van 1982 in Spanje, waar hij tweede keuze was achter Friedrich Koncilia. Klaus Lindenberger was de derde doelman.

## Erelijst
Rapid Wien
- Oostenrijks landskampioen

1982, 1983, 1987, 1988
- Beker van Oostenrijk

1983, 1984, 1985, 1987